# Musculus extensor digiti minimi
Der Musculus extensor digiti minimi (lat. für Kleinfingerstrecker, veraltet auch Musculus extensor digiti quinti proprius) ist einer der Muskeln der oberflächlichen Strecker des Unterarmrückens. Funktionell gehört er zum Musculus extensor digitorum, da er aber eine eigene Sehne besitzt, die durch das fünfte Sehnenscheidenfach des Retinaculum extensorum verläuft, wird er separat betrachtet.
Hauptfunktion des Muskels ist das Strecken des kleinen Fingers. Daneben trägt er im Handgelenk zur Streckung (Dorsalextension) und zur Ulnarabduktion bei.
Der Muskel wird über Nervenfasern des Ramus profundus des Nervus radialis innerviert.